# Katarzyna Sforza
Katarzyna Sforza (wł. Caterina Sforza; ur. 1463, zm. 28 maja 1509) – włoska arystokratka, księżna Forlì, nieślubna córka Galeazza Marii Sforzy, księcia Mediolanu i najprawdopodobniej Lukrecji Landriani. W bardzo młodym wieku poślubiła siostrzeńca papieża Sykstusa IV, Girolama Riario. Była silną kobietą, znała się na polityce i dyplomacji oraz była lepiej wykształcona od swojego męża. We Włoszech zwano ją na różne sposoby: dla ludu była najmężniejszą z kobiet Włoch, wenecki poeta ochrzcił ją tygrysicą z Forlì, virago („kobieta-mężczyzna”), pewien wenecjanin nazwał ją semenza de la serpe indiavolata („nasienie diabelskiego węża”), pewien dokument miasta Imoli mówi o niej femina sangurinaria et tyranissa („kobieta krwiożercza i tyrańska”), a kardynałowie z papieżem Aleksandrem VI na czele określili ją jako iniqutatis filia („córa nieprawości”).

## Rodzina i dzieciństwo
Pradziad Katarzyny, Muzio Attendolo Sforza, był prostym żołnierzem, który przyjął nazwisko Sforza. Odwaga i szczęście wyniosły go na wyżyny. Kiedy ożenił się z wdową po królu Neapolu, był już słynnym przywódcą wojskowym. Jego syn Francesco był także kondotierem (najemnym dowódcą wojskowym). Kiedy poślubił jedyną córkę i spadkobierczynię Viscontich, Biankę Marię Visconti, stał się kandydatem do objęcia władzy w księstwie Mediolanu. Jego potomek w linii prostej, Galeazzo Maria Sforza, był ojcem Katarzyny i dziadkiem królowej Polski Bony Sforzy.
Matką Katarzyny była piękna Lucrecja Landriani, która urodziła dziewczynę, kiedy Galeazzo Maria Sforza miał zaledwie osiemnaście lat. Dziecko było wynikiem jednego z wielu romansów wielkiego księcia oraz nie pierwszym i nie ostatnim potomkiem dwójki kochanków. Katarzyna była darzona miłością otaczających ją bliskich. Najpierw została wychowanką Bianki Marii Visconti, a później Bony Sabaudzkiej, żony swojego ojca. Dzięki nim została nauczona odpowiedniej etykiety i dworskiego zachowania, a także otrzymała odpowiednie wykształcenie. W Mediolanie przywykła do wykwintnego towarzystwa i z łatwością odnajdowała się w niespodziewanych momentach oraz zręcznie prowadziła rozmowy. Jako dziecko często podróżowała z ojcem na dwór florencki, co później ukształtowało jej zażyłe stosunki z Medyceuszami. Ostatecznie w bardzo młodym wieku stała się ofiarą polityki swojego ojca.

## Droga do objęcia władzy

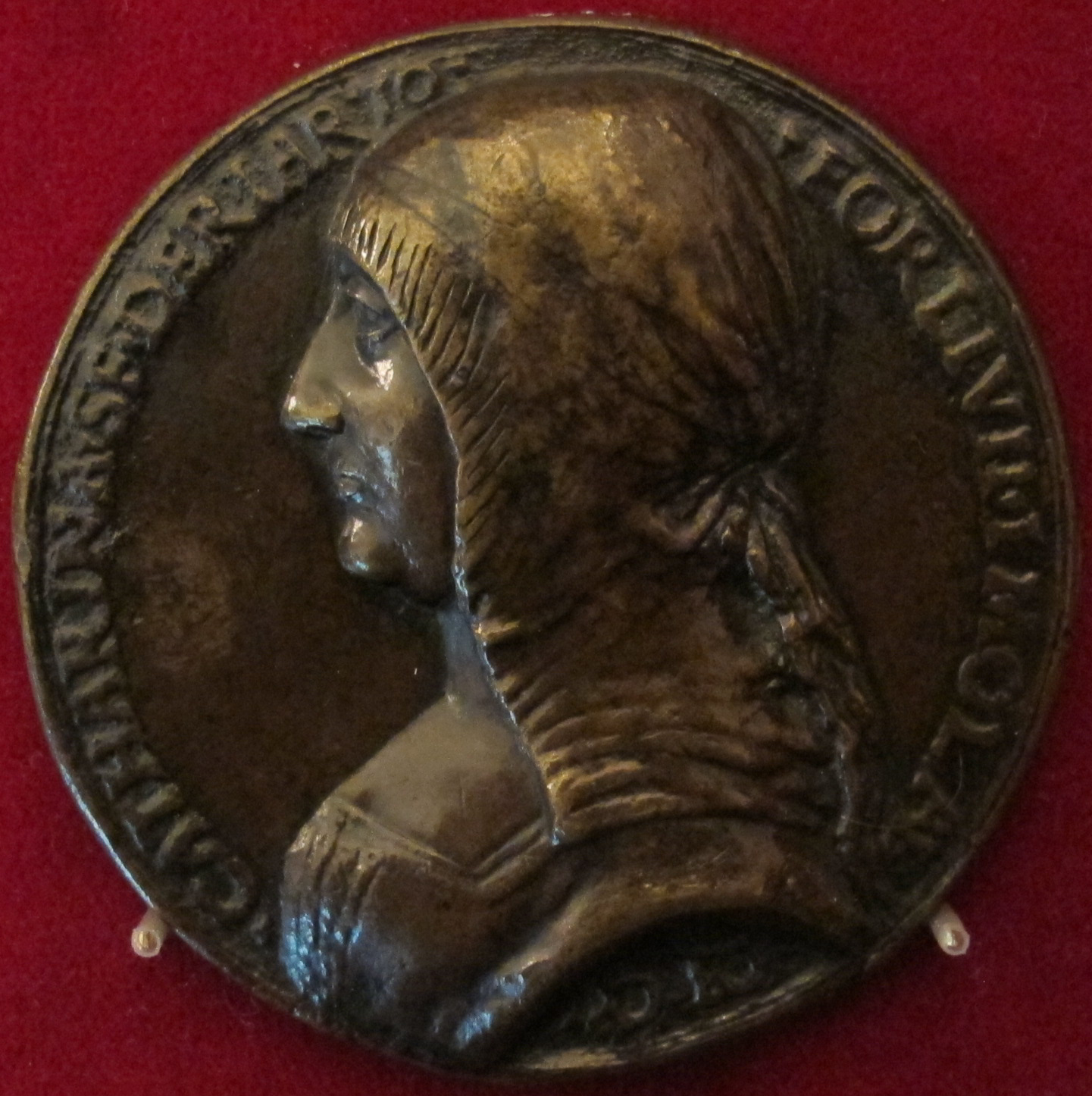
Podobizna Katarzyny Sforza na monecie

### Ślub z Girolamem Riario
Papież Sykstus IV w latach 70. XV wieku miał plan, aby wykupić od Mediolanu Imolę, miejscowość położoną w bardzo bliskim sąsiedztwie do Forlì. W tym zamiarze pomagał mu siostrzeniec, kardynał Pietro Riario. Aby osiągnąć cel ówczesny główny nepota wybrał się latem w 1473 r. do Mediolanu i Wenecji. Przeszkodził w zamiarze księcia mediolańskiego – sprzedania Imoli florentyńczykom, którzy w zamian dawali ważne pod względem strategicznym miasto i 100 tys. dukatów. Papież chciał kupić miasto dla jednego z wielu swoich nepotów – siostrzeńca Girolama Riario, brata kardynała Pietra. Zręczny duchowny potrafił zerwać układy mediolańskiego władcy, Galeazza Marii Sforzy i skłonić go do odstąpienia miasta za sumę tylko 40 tys. dukatów, a oprócz tego przyszłego posiadacza Imoli miał połączyć węzeł małżeński z Costanzą Fogliani, siostrzenicą Francesca Sforzy. Ten związek zapewniał obydwóm stronom korzyści: Sforza miał w papieżu oparcie przeciwko niechętnym jemu Wenecjanom i Medyceuszom, a papież cieszył się nabytą posiadłością i połączeniem rodów. Jednak projekt tego małżeństwa się nie powiódł, gdyż matka panny młodej, Gabriela Gonzaga, nie zaakceptowała pana młodego. Girolamo Riario był człowiekiem nieokrzesanym, który do niedawna sprzedawał jeszcze mąkę, rodzynki i pomarańcze jako prosty kramarz w Savonie. Papieżowi to nie przeszkadzało, aby prostaka ubrać w wytworne szaty i postawić na równi z wytwornym rodem Sforzów. W wyniku oporu matki Costanzy Galeazzo Sforza był w wielkim kłopocie, gdyż obawiał się gniewu papieża. Natychmiast zadziałał i podsunął nepotowi inną narzeczoną – Katarzynę Sforzę, swoją nieślubną córkę. Wówczas piękna i żywa dziewczyna miała jedynie jedenaście lat. Ojciec zapewnił jej posag w wysokości 10 tys. florenów w złocie i dobra Bosco koło Alessandrii, za to papież obdarzył przyszłego jej męża i jej potomstwo wikariatem świeżo nabytej Imoli. Papież i całe jego otoczenie dołożyło wszelkich starań, aby młodej narzeczonej Riaria przygotować świetne przyjęcie i wywołać jak najmilsze wrażenie. Cała droga do Rzymu była niczym tryumfalny pochód. Wszystkie miasta, przez które przejeżdżała (m.in. Parma, Raggio, Bologna, Imola) starały się już przypodobać Sforzom i samemu papieżowi. W związku z tym mieszkańcy hucznie ją witali, a na przyjęciach widoczny był przepych i bogactwo. Również wyjątkowo Imola, siedziba Girolama Riario, zadziwiła swoją przyszłą panią. Nad małą i źle zbudowaną mieściną górował ponury zamek, ale ulice i domy były barwnie przystrojone dywanami kwiatów. Lud wiwatował, a rycerstwo urządziło bankiet, na którym wychwalano zalety pięknej córy Mediolanu. Wówczas Katarzyna wierzyła w szczerość uczuć swoich poddanych i pisała do przybranej matki, do Bony: „nawet kamienie cieszą się z mojego przybycia”.

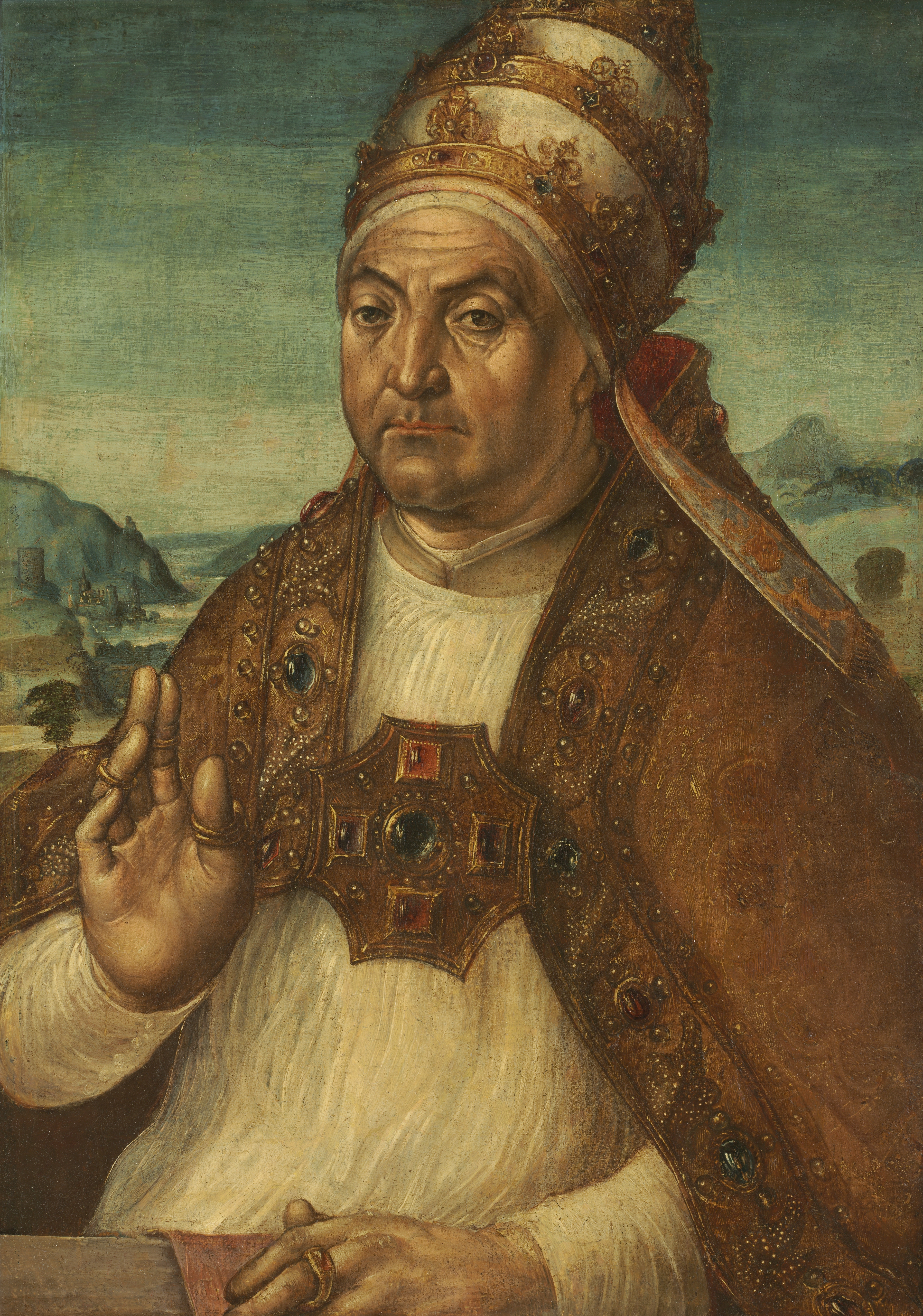
Sykstus IV

Dalsza podróż orszaku Katarzyny miała prowadzić do Rzymu, lecz papież chciał odroczyć przyjazd mediolanki. W Rzymie panowały upały i powietrze ziało febrą, więc hrabia Girolamo został wysłany do Imoli. Miał tam zabawiać młodą dziewczynę, a oprócz tego musiał opuścić wieczne miasto przez niespodziewane wypadki. W zazdrości Giuliano della Rovere najprawdopodobniej starał się usunąć ze świata ulubionego nepotę papieża. Szczęśliwym trafem morderstwo nie doszło do skutku. Nieprzyjemny incydent stał się największą tajemnicą papiestwa, aby zaraz na wstępie nie wystraszyć Katarzyny zagrożeniem rodzinnej zbrodni.
Jednak niespodziewanie do Rzymu dotarły informacje, że Katarzyna opuściła Imolę 13 maja 1473 r. Z całym pośpiechem i na ostatnią chwilę czyniono przygotowania, aby godnie przyjąć córkę Sforzy. Girolamo otoczony duchowieństwem i rycerstwem wyjechał poza mury miasta na 7 mil, aby przywitać przyszłą narzeczoną. Z kolei przy Ponte Molle nad Tybrem oczekiwał dziewczynę cały dwór papieski z paroma posłami obcych państw. Stamtąd odprowadzono ją do pałacu kardynała z Urbino, leżącego na Monte Mario.Tam urządzono przyjęcie, gdzie pan młody ofiarował Katarzynie perły o wartości pięciu tysięcy dukatów, po czym powrócił na noc do Rzymu na rozkaz papieża. Następnego dnia Katarzyna wjechała do Rzymu konno, ubrana w suknie z czerwonego atłasu, z czarnymi adamaszkowymi rękawami, które były suto wyszyte drogimi kamieniami i w zarzutkę ze złocistego brokatu i czarnego adamaszku. Sześć tysięcy jeźdźców wyznaczało drogę do bazyliki św. Piotra, gdzie czekał Sykstus IV i całe święte kolegium. Gdy Katarzyna dotarła na miejsce, rozpoczęło się uroczyste nabożeństwo, które trwało trzy godziny. Później kardynał Giuliano della Rovere poprowadził młodą przedstawicielkę rodu Sforzów do papieskiego tronu. Tam Katarzyna uklękła i pochyliwszy się ucałowała nogę Sykstusa IV. Kiedy powstała, popisał się Bossi, mediolańczyk i ochmistrz Katarzyny, który z nią przyjechał. Wypowiedział długą łacińską mowę, a po jej zakończeniu nastąpił właściwy akt zaślubin, czyli włożenie pierścionka. Po czym świeżo upieczona mężatka ponownie ucałowała nogę papieża, przy czym otrzymała prezent – naszyjnik wart cztery tysiące dukatów. Kiedy Katarzyna wszystkich olśniewała gracją i manierami, Girolamo zachowywał się podczas całego aktu ślubnego tak niezgrabnie i chłodnie, że zwrócił na siebie powszechną uwagę. Na koniec uroczystości już pani Riario musiała ucałować ręce wszystkim kardynałom, dopiero po tym mogła wsiąść na koń i z całym swym otoczeniem udać się na Campo de’ Fiori, do pałacu kardynała Orsiniego. Tam urządzono młodej parze mieszkanie, gdyż pałac Riaria, późniejszy pałac Altemps all'Apollinare, nie był jeszcze skończony. Około pięćdziesięciu panien z rodów rycerskich i patrycjuszowskich oczekiwało jej w przedsionku, stamtąd odprowadzono ją do jej komnat, gdzie mogła znaleźć się sama. Tego samego dnia o siedemnastej godzinie weszło do niej dziecko przebrane za anioła i zaprosiło do stołu. W sali jadalnej czekało już około dwustu osób, dygnitarze kościoła, posłowie obcych państw i szlachta rzymska. Według zwyczaju obiad był długi, dwadzieścia dań oprócz słodkości, a co jakiś czas na tryumfalnym wozie wjeżdżał amorek, który recytował wiersze na pochwałę pani młodej. Po ostatnim daniu wprowadzono balet, następnie florenckich tancerzy i młodych myśliwych, którzy obdarzyli Katarzynę pieczoną dziczyzną. Na zakończenie goście obdarzyli panią Riario licznymi podarunkami, których koszt wynosił dwieście tysięcy dukatów. Jeden z gości, Fabio Olivia, pisał do kogoś ze znajomych, że natura stworzyła ją uroczą, a niebo bezmiernie dobrą i przyroda nic lepszego wydać nie mogła. W całych Włoszech uchodziła za najpiękniejszą kobietę swego czasu, ale wówczas były to tylko pochlebstwa kronikarzy. Czternastoletnia dziewczyna była wątła, nierozwinięta fizycznie oraz wystraszona nieznajomym i niesympatycznym mężczyzną, który został jej mężem. Girolamo starał się być uprzejmym wobec żony i wobec gości, ale podczas nocy poślubnej pokazał swoją prawdziwą naturę. Okazał się być brutalny wobec Katarzyny i jeszcze nie raz podniósł na nią swoją pięść. Girolamo Riario był zepsuty szybkim wzbogaceniem się, rozwiązły w największym stopniu, gburem. Nie potrafił zbliżyć się do delikatnej młodej dziewczyny. Wiele lat potem Katarzyna zwierzyła się Franciszkowi Viscontiemu, posłowi księcia Sforzy, a dawnemu przyjacielowi, że wtedy śmierć była jej nadzieją i pociechą. Gdy przez okno obserwowała pogrzeb, to zazdrościła tym, których zwłoki niesiono na cmentarz. Pożycie Riariów nie mogło być i później szczęśliwe, ale wrodzona duma Katarzyny nie pozwoliła jej wywodzić przed światem skarg na męża. Młoda dziewczyna coraz bardziej go nienawidziła i drżała przed jego podłością, obawiając się, aby jakim brzydkim czynem nie splamił nazwiska, które i ona musiała nosić. Jako zaledwie szesnastoletnia kobieta powiła pierwszą córkę – Biankę (1478). Następnie prawie co roku przybywało nowe potomstwo.
W 1477 Girolamo przejął dodatkowo kontrolę nad miastem Forlì, w którym dominujący głos miał ród Ordelaffich. Jednak Riario zagrabił ich posiadłości w wyniku konfliktu między dwiema liniami w 1480 r. W późniejszych latach senior miasta odczuje negatywne skutki swojego zaangażowania.

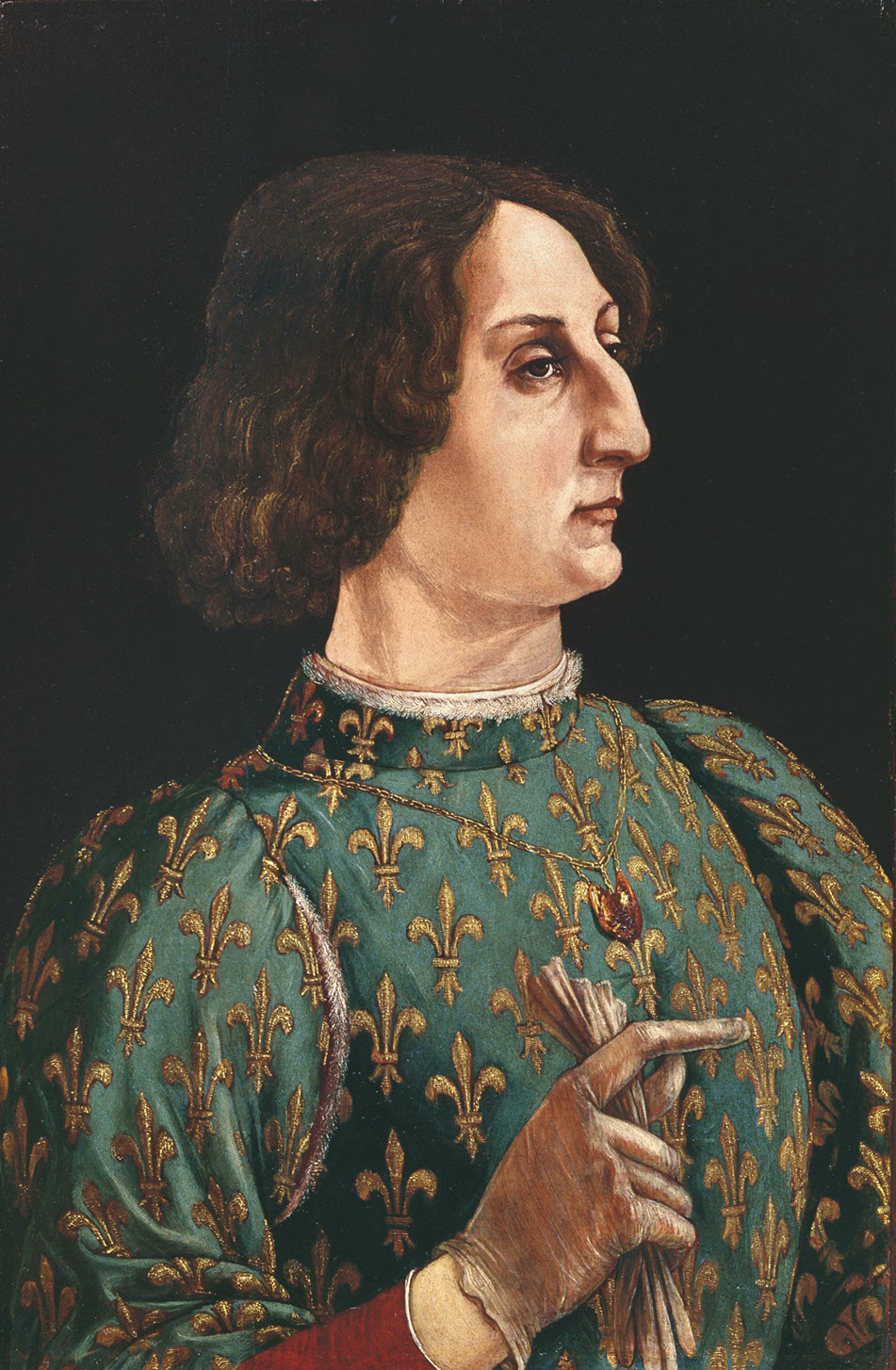
Galeazzo Maria Sforza

### Konflikty zbrojne papiestwa
Katarzyna, kolejne lata swojego życia, spędziła przy mężu, który co chwilę uczestniczył w walkach w imieniu papiestwa m.in. w spisku Pazzich, wojnie o Ferrarę, w której miał nawet nadzieję zdobyć koronę neapolitańską. We wszelkich potyczkach i rozpustach Riaria towarzyszył mu prawdziwy druh – Virginio Orsini – taki sam karciarz i gwałtownik. Ostatecznie wyparcie Medyceuszy z Florencji nie powiodło się, a także plany zdobycia nowych terenów podczas wojny ogólnowłoskiej. Ciągle zmieniające się sojusze i układy w końcu doprowadziły do zawarcia pokoju z Ferrantem, królem Neapolu i z Colonnami z Paliano (silną gałęzią rodu, która walczyła przeciwko papiestwu). Najwięcej na nim skorzystał Girolamo Riario, chociaż militarnie się nie wykazał. Otrzymał dożywotnią pensję i duże sumy na utrzymanie wojska. Jednak nie zadowoliło to ukochanego nepotę. Na wiosnę roku 1484 Orsini w imieniu Riaria napadli posiadłości Colonnów. Z czasem Sykstus IV poparł działania Riaria, który całkiem zapanował nad wolą papieża.

### Zajęcie zamku Świętego Anioła
Sykstus IV zmarł w 1484, kiedy Riario toczył walki z Colonnami. Gdy do nepoty dotarła wieść o śmierci swojego wuja posłuchał woli kolegium kardynałów i udał się pod mury Rzymu, gdzie miał oczekiwać dalszych postanowień. W tym celu musiał zaprzestać oblężenia największej twierdzy Colonnów – Paliano. Katarzyna nie była posłuszna woli duchownych jak jej mąż. Postanowiła na własną rękę zapanować nad kardynałami i podyktować im wybór takiego papieża, jaki był najodpowiedniejszy dla przyszłości Riariów. Katarzyna miała wystarczająco dużo energii, aby wsiąść na konia, będąc w ciąży z czwartym dzieckiem, i z oddanym jej oddziałem zbrojnych, jak najprędzej udać się pod zamek św. Anioła, siedzibę papieża. Rycerstwo znające damę otworzyło bramę, a lud bez zastanowienia wiwatował na jej cześć. Kiedy dotarła do zamku, kazała zabarykadować bramy. Gdy odprawiono żałobne uroczystości po śmierci Sykstusa IV, nadszedł czas na wybór nowego papieża. Jednak część kardynałów oświadczyło, że nie wezmą udziału w konklawe tak długo, jak Katarzyna znajduje się w zamku. W tym celu zaczęto rozmowy, a Girolamo żądał osiem tysięcy dukatów i dalszej wypłaty pensji, którą mu zapewniał Sykstus IV. Poza tym wymagał, aby kardynałowie uzyskali dla niego od przyszłego papieża inwestyturę nad Imolą i Forlì. Katarzyna jednak nie opuściła zamku. Duchowni zagrozili, że żadnego warunku nie dotrzymają, jeśli zamek nie zostanie im natychmiast zwrócony. Na to Girolamo się przestraszył i przekonał swoją żonę, aby ustąpiła. Z końcem sierpnia para ruszyła z powrotem do Forlì, a w drodze dowiedzieli się o wyborze Innocentego VIII na nową głowę Kościoła. Ten wybór nie był dla nich pomyślny. Papież szybko wybrał ziemie podległe Riariom dla swojego nepotę, Franceschetta Cybo, którego ożenił z córką Lorenza de' Medici w 1488 r. Ponieważ Girolamo i Katarzyna wiedzieli co im grozi, starali się zdobyć sympatię i uznanie swojego państewka. Jednak od początku panowania okrutnego władcy nie było to łatwe. Zaczęli prowadzić świetny dwór, o którym mówiły całe Włochy: schlebiali ludności, budowali nowe kościoły i klasztory, płacili regularnie żołd swojemu wojsku. Niebawem okazało się, że obecne dochody nie wystarczają na wystawne życie, jakie prowadzili. Po świetnych początkach lud został obciążony nowymi podatkami, a wielu urzędników straciło pracę. Z tego korzystali Ordelaffi, roszczący sobie prawa do Forlì oraz agenci Medyceuszy, którzy podburzali ludność przeciwko Riariom. Zapobiegliwość Katarzyny powstrzymała działania zbrojne ze strony Florencji. Wykazała się zdolnościami dyplomatycznymi na tyle, że wielu wcześniejszych wrogich sąsiadów wysyłało reprezentantów na chrzest syna Katarzyny, który urodził się 18 grudnia 1485. Na cześć Sforzy nazwano go Galeazzem.

### Śmierć Girolama Riario
Głównymi nieprzyjaciółmi Girolama w Forlì byli bracia Orsini, Checco i Ludovico, należący do najznakomitszej rodziny w mieście, z których pierwszy dzierżawił opłaty od mięsa. Checco winien był za ten tytuł dwieście dukatów skarbowi i nie chciał ich oddać, utrzymując, że stracił na tym przedsiębiorstwie. W końcu Girolamo osobiście upomniał się o kwotę, ale doszło do słownych przepychanek. Checco obawiał się zemsty. W tym samym czasie zdarzyło się, że Girolamo naraził się swoim zaufanym żołnierzom. Obaj długo nie mieli wypłaconego żołdu, a podczas upominania się o pieniądze zostali obrażeni. O zajściach dowiedzieli się agenci Lorenza de' Medici, który od razu podburzyli żołnierzy. Orsini wraz z nimi obmyślili plan na 14 kwietnia 1488 i pod pretekstem zajęli Girolama Riario rozmową, po czym Checco dźgnął go sztyletem. Świadkowie uciekli, ale powiadomili hrabinę o zajściu. Katarzyna i służba wołali przez okno do żołnierzy. Jednak zamiast pomocy wpadł Ludovico Orsini wraz ze swoimi zwolennikami i zaczęli krzyczeć: „Wolności, wolności! Niech żyje Orsini”. Lud, który nienawidził hrabiego, cieszył się z jego nieszczęścia. Katarzyna pozostała z matką, siostrą, sześciorgiem dzieci i z dwiema piastunkami. Mimo to nie straciła przytomności i wyszła naprzeciw zburzonemu ludowi. Tłum ustąpił i pozostawił przejście, a tylko jeden łotrzyk próbował zabrać Biance Riario klejnoty, lecz ta wymierzyła mu policzek.
Orsini z oddziałem kazał Katarzynę wraz z dziećmi prowadzić do swojego domu. Nie wiedział jednak, że wcześniej hrabina kazała wiernemu słudze udać się do kasztelana Tomasza Feo, aby ten powiadomił hr. Bentivoglia w Bolonii, jej sprzymierzeńca, i księcia Mediolanu, jej brata - Giana Galeazzo Sforzę. Liczyła, iż wyślą wystarczająco duże wojsko, aby przywrócić jej władzę. Kiedy w domu Orsinich trwała narada co dalej czynić, lud zrabował zamek hrabiego. Sami Orsini chcieli zabić Katarzynę, lecz zostali powstrzymani m.in. przez Niccola Tornielli. Za hrabiną stał jej brat, książę Mediolanu oraz cesarzowa, jej siostra - Bianca Maria Sforza. Postanowiono więc oddać miasto w ręce Innocentego VIII oraz rozgłosić, że morderstwo Riaria było za pozwoleniem papiestwa. Zaproszono namiestnika rzymskiej kurii w Cesenie do miasta. Savelli przybył bardzo szybko i od razu udał się do więzionej Katarzyny. Wyraził swoje oburzenie, jak okrutnie Orsini postąpili z tak niezwykle dostojną kobietą, lecz hrabina była małomówna. Obawiając się jej dalszego losu oddał ją pod opiekę najzacniejszych obywateli miasta: Bartłomieja Capoferri, Bartłomieja Serughi i Franciszka Denti. Miała ona pozostać więźniem papieża, póki Innocenty nie wyda wyroku w jej sprawie. Decyzja ta nie była na rękę Orsinim, którzy chcieli zostać władcami miasta. Aby poczynić kolejne kroki w tym celu starali się zdobyć w posiadanie dwa silne zamki, Ravaldino i Schiavonia, które były pod władzą wiernych kasztelanów Katarzyny. Sama hrabina postanowiła przenieść się do jednego z nich. W tym celu jeden z pośredników ułożył sprawy tak, że zamek Ravaldina miał być poddany Orsinim. Katarzyna została odprowadzona pod bramy, lecz kasztelan podstępem pozwolił wejść do zamku tylko hrabinie. Przystano na to, gdyż dzieci hrabiny pozostały pod czujnym okiem wojska Orsinich. Jednak nie opuściła zamku. Za to wrogowie zagrozili, że jej dzieci zabiją, jeśli natychmiast nie wyjdzie. Wtedy Katarzyna miała podnieść z przodu swoją suknię, obnażyć ciało i zawołać: „Głupcy, czyż myślicie, że innych dzieci mieć nie mogę?” – jak głosi legenda, którą spisał Machiavelli. Naprawdę hrabina pozostała w zamku i kazała przekazać Orsinim, że nie wyjdzie, a z jej dziećmi mogą zrobić co chcą; wystarczy jej syn w Mediolanie i ten, którego nosi w łonie. Zapowiedziała jednak swoją zemstę, w której obróci Forlì w ruiny. Orsini odeszli nie dowierzając, więc Katarzyna w ciągu kolejnych dni kazała strzelać w stronę miasta i kilka budynków uszkodziła. Namiestnik papieża zwołał niewielkie wojsko papieskie, które prowadziło oblężenie zamku Ravalidna. Nim jednak Rzym zdołał wysłać więcej sił, książę Mediolanu i Bentivoglia wysłali posłów, aby ci przekonali ludności Forlì o oddaniu władzy prawowitym władcom. Zignorowano posłów i dalej nawoływano ludzi przeciwko Katarzynie. Spodziewano się wojsk papieskich, lecz zamiast nich nadeszło wsparcie księcia mediolańskiego i Bentivoglia pod dowództwem Galeazza d'Aragona-Sanseverino, a liga tych władców i dodatkowo panów Neapolu, Ferrary i Mantui, którzy obawiali się powiększenia państwa papieskiego, żądała od ludności oddania rządów Katarzynie Sforzy jako opiekunce małoletnich Riariów. Orsini postanowili wówczas uciec, lecz przed tym próbowali jeszcze porwać sześcioro dzieci hrabiny. Po kolejnym niepowodzeniu udali się na tereny Wenecji. Po odzyskaniu miasta, 30 kwietnia 1488 roku, Katarzyna złożyła żałobne szaty, ubrała się w jasną suknię, wsiadła na koń i na placu miejskim przywitała się ze swoim najstarszym synem, Oktawianem. Chłopak po długich latach i po wielu niepokojach, głośno się rozpłakał przytulony do matki. Po czym Katarzyna na znak ponownego objęcia władzy objechała rynek i udała się do wieży San Pietro, aby przywitać się z resztą dzieci.

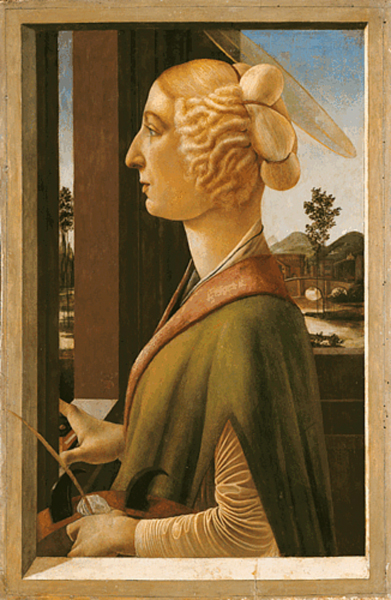
Portret Katarzyny Sforzy Sandro Botticellego

## Pani na Forlì

### Zemsta na Orsinich
Katarzyna szybko wydała praktyczne rozkazy, aby utrzymać porządek w mieście, a przede wszystkim postanowiła pomścić zamordowanie męża. Ponieważ w Forlì nie było kata, który posiadałby dość wprawy w zastosowaniu tortur i w ścinaniu głów, więc sprowadziła osobnego bargella z Castel Bolognese. Był to sławny Matteo, zwany Babone, mistrz w swoim rzemiośle. Kiedy przybył do miasta dostrzegł, że nie wszyscy winowajcy są przytrzymywani w lochach, chociaż te były przepełnione. Odnalazł on ojca Orsinich, starca ukrywającego się ze strachu u dominikanów, chociaż sam nic nie zawinił. Babone nawet jego nie oszczędził. Większość wyroków wykonywano w oknie, przez które spiskowcy wyrzucili ciało hrabiego na plac. Niewielu współczłonków zamachu zostało oszczędzonych. Ponieważ Katarzyna wciąż nie zemściła się na głównych winowajcach, ogłosiła, że za złapanie jednego z pięciu zbrodniarzy (Checca i Ludovica Orsinch, Giacoma Ronghi, Ludovica Pansechi i Mateusza Galessi) otrzyma tysiąc dukatów nagrody. Po dokonaniu wendety hrabina wydała przyjęcie dla wszystkich oddanych jej ludzi. Zaprosiła też mieszczan, którzy nad biblią przysięgali wierność swojej pani. Świadkowie tego aktu utrzymywali, że nieruchoma i milcząca Katarzyna patrzyła każdemu z nich bystro w oczy. Zwycięstwo Katarzyny i odzyskanie przez nią władzy wywarło ogromne wrażenie na kardynałach. Potwierdzili oni przyszłą inwestyturę Oktawiana nad Forlì i Imolą, aż do wygaśnięcia linii. Szczęśliwa hrabina kazała wybudować kościół w Piratello obok Imoli, gdzie wcześniej podobno wydarzył się pewien cud.

### Romans z Giacomo Feo
Katarzyna prowadziła świetny dwór, a jako bardzo wyróżniająca się władczyni była obiektem różnych plotek. Wśród nich ciekawiły miłostki pani na Forlì. Między innymi wymieniano Antonia degli Ordelaffi, którego rodzina ubiegała się o prawo do Imoli. Podejrzewano, że para się pobierze i w ten sposób roszczenia do miasta zostaną zaspokojone. Jednak hrabina nie chciała nowego męża, więc za pogłoski i przygotowania do wyimaginowanego ślubu karała więzieniem. Innym powodem do gniewu było zainteresowanie Katarzyny młodym i przystojnym Giacomem Feo, bratem kasztelana zamku Ravaldino. Aby móc swobodnie spotykać się z nowym kochankiem, Katarzyna chciała starego kasztelana pozbawić tytułu i obsadzić na jego miejsce Giacoma. Chociaż wierny poddany niczym nie zawinił, a mimo to podstępem uwięziła kasztelana. Znacznie starszy człowiek poddał się jej urokowi i gdy już prowadziła go do sypialnianej komnaty został pochwycony. Jego wierni żołnierze w obawie o życie kasztelana, wycelowali w komnatę Katarzyny, która ledwo uszła z tego życiem. Hrabina szybko uspokoiła żołnierzy, informując że mianowała nowego kasztelana – Giacoma Feo, a starszy z należnym honorem został odesłany do Bolonii. Uprzywilejowany kochanek Sforzy został namiestnikiem Forlì i Imoli. Szybko rozeszły się pogłoski, iż para ma syna, lecz rozgniewana Katarzyna dla przykładu kazała pochwycić przypadkowego człowieka i bić, aż ten umarł niebawem. Szybko zapomniano o niejakim Bernardynie. Następnie Katarzyna wyniosła kochanka na stanowisko generalnego gubernatora i wiceregenta swego państewka. Mówiono powszechnie, że para poślubiła się potajemnie. Giacomo Feo dzierżył właściwą władzę w państwie oraz on sprawował kontrolę nad decyzjami Katarzyny na tyle dużą, aby wzbudzić nienawiść wśród poddanych i dzieci hrabiny. Pewnego dnia pokłócił się z Oktawianem Riario na oczach Katarzyny. Z gniewu uderzył szesnastoletniego młodzieńca w twarz, a na ten widok matka chłopca się rozpłakała. Oktawian w zemście spiskował z szanowanymi patrycjuszowskimi rodzinami: Marcobellich i Orciolich. 27 sierpnia 1495 Giacomo Feo w dużym towarzystwie udał się na polowanie. Przejeżdżając przez most de’ Bogheri przy S. Bernardo kochanek Katarzyny został zatrzymany przez Gianantonio Ghettiego i jego służących. Podczas uprzejmej rozmowy został nagle pchnięty sztyletem, a gdy ściągnięto go z konia został dobity. Mordercy wrzucili ciało do przydrożnego rowu. Tymczasem hrabina spostrzegłszy, co się wydarzyło, uciekła obawiając się o życie swoje i swoich dzieci. Synowie hrabiny ukryli się w domu przyjaciela, gdyż czuli się winni i jednocześnie obawiali się gniewu matki. Za to mordercy wiedzieli, że lud nienawidził Giacoma Feo. Udali się do miasta i obwieścili, że został zabity na rozkaz hrabiny i Oktawiana. Katarzyna natychmiast zaprzeczyła, iż zleciła zamordowanie ukochanego, a za znalezienie morderców obiecała sto dukatów. Bito w dzwony, zaczęła się pogoń za winowajcami, bramy miasta zostały zamknięte. Udało się pochwycić jednego winowajcę – Antonia Ghettiego. Zabito go od razu na ulicy, ale hrabina kazała powiesić trupa przed bramą dla hańby. W ciągłym gniewie Katarzyna kazała rodziny winnych zabić, za to lud niechętnie pomagał i obawiał się, że kobieta zemści się również na swoich synach. Wyprowadzono więc Oktawiana i Cezara, ale lud dał do zrozumienia, iż nie pozwoli ich skrzywdzić. Jednak wojsko pochwyciło młodzieńców i uwięziło w zamku. Zbrodnie hrabiny wywołały oburzenie w Romanii. Szał tygrysicy minął po kilku tygodniach i przywróciła wolność synom, ale stała się ponura i twarda.

### Małżeństwo z Giovannim Popolano Medyceuszem

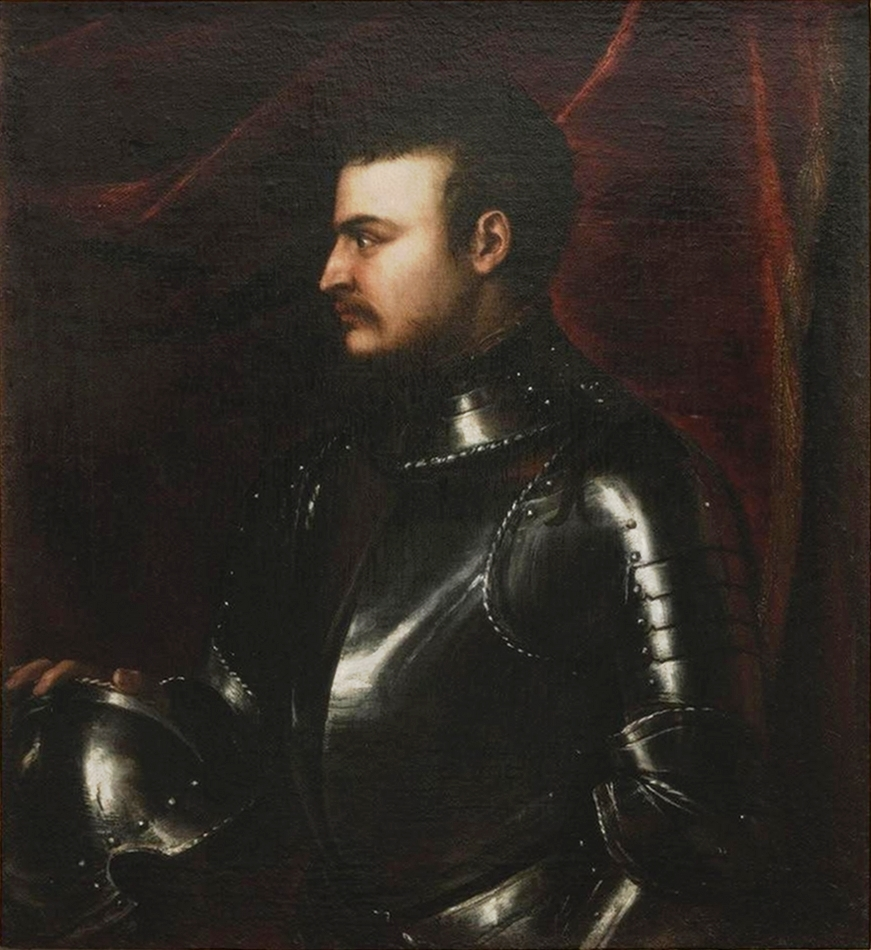
Giovanni dalle Bande Nere – syn Katarzyny Sforzy i Giovanniego Popolano

Katarzyna uwielbiała Florencję, a z Medyceuszami utrzymywała przyjacielskie stosunki. Po śmierci Lorenza il Magnifico w listach i rozmowach wyrażała wielki żal za owym znakomitym politykiem. W tym czasie w mieście rywalizowały dwie linie Medyceuszy. Pietro, syn Lorenza i właśnie Giovanni de’ Medici reprezentowali sobą skłócone rody. Sam konflikt między nimi został zaogniony, kiedy republikanie opanowali rząd i wygnały Pietra de’ Medici. Sam Giovanni współpracował z ludem i zerwał ze szlachetnym rodem i przyjął nazwisko Popolano. W 1496 roku rzeczpospolita mianowała go swoim posłem na dworze Katarzyny Sforzy-Riario. Poseł szybko zakochał się w pani na Forlì z wzajemnością. Hrabina zapewniła mu wiele wygód, tylko po to aby mu się przypodobać. Doszło do tego, że Popolano zaczął brać otwarcie udział w rządach Katarzyny oraz według pogłosek para poślubiła się potajemnie i miała syna. Wieści te zaniepokoiły Bolonię, Mediolan i Wenecję, gdyż ten stosunek zbliżał Forlì i Imolę do Florencji. Hrabina bała się przyznać do małżeństwa, gdyż Rzym mógłby odebrać jej prawa do opieki nad dziećmi i zarządzania nad ich majątkiem. Bliskość obydwóch państw było widać wyraźnie, gdy Katarzyna wysłała na pomoc Florencji zbrojny oddział z Popolanem i synem Oktawianem, który miał się szkolić w rzemiośle rycerskim. Niebawem jednak Medyceusz ciężko zachorował, kiedy hrabina przybyła do klasztoru, w którym przebywał, zastała go umierającego. Popolano zmarł z dnia 14 na 15 września 1498.
Za to rodzina zmarłego poczuwała się do obowiązki opiekować się małym synem Katarzyny i Popolana, Giovannim. W trakcie zbrojnych konfliktów następnego roku zajęli się dzieckiem, po długich namowach jego matki. Przy czym Katarzyna była zmuszona uznać małżeństwo z Medyceuszem za ważne.

### Kampania Cezara Borgii
W 1492 zmarł Innocenty VIII, papież obojętny na los pani na Forlì. Jednak wybrany następca działał na szkodę potędze rodziny Sforzów i innych znakomitych rodów włoskich – Aleksander VI (Rodrigo Borgia). Nie był on uważany za człowieka skromnego, cnotliwego i religijnego, i taki na pewno nie był też jego drugi syn, Cezar Borgia. Miał za wiele ambitnych planów, aby dać się usunąć z Rzymu jak to planował papież oraz pozbawić się korzyści, jakie wypływały z pobytu przy boku ojca. Młody Borgia dopuszczał się wielu zbrodni, nawet jako kardynał (później porzucił duchowne szaty), a Aleksander VI stał się narzędziem syna i współwinowajcą jego czynów. Prawdopodobnie nawet zabił własnego brata. Możliwe, że miłość do dzieci spowodowała, że papież zrezygnował z reformy Kościoła i miał zamiar umocnić pozycję Watykanu dla Cezara. Już jako książę Walencji, Cezar zawarł sojusz w imieniu Państwa Kościelnego z Francją poprzez małżeństwo z francuską księżniczką. Następnie pomógł Ludwikowi XII zdobyć Mediolan. Dwóch braci Katarzyny Sforzy ukryło się u niej w Forlì. Utrzymał się tylko Giovanni Sforza, były mąż Lukrecji Borgii, ale wkrótce także uciekł ze swoich posiadłości, które odzyskał za czasów nowego papieża. Wcześniej jednak Cezar Boriga planował kampanię podbicia Romanii i Marchii, których samodzielne państewka uważały się wystarczająco udzielne, aby nie płacić danin stolicy apostolskiej. Katarzyna Sforza miała zostać pierwszą ofiarą zaborów. Cezar w czasie dwóch kampanii, które trwały od listopada 1499 do maja 1501, podbił Imolę i Forlì oraz inne miasta. Rozpoczął od oblężenia Imoli wojskami francuskimi i z zaciężnymi Szwajcarami. Jakiś zdrajca otworzył bramę nieprzyjacielowi. Zamiarem Cezara było zdobyć Imolę w jak najłatwiejszy sposób, ale wewnątrz wojska Cezara spotkały się z silnym oporem wiernych Katarzynie rodów. Żołnierze zniechęcili się do walki, bo nie mieli zamiaru ginąć za bękarta papieża. Kasztelan z Imoli jednak musiał się poddać, gdy nadeszły francuskie posiłki. Pozostała sama hrabina zamknięta w twierdzy w Forlì. Bohaterska kobieta doskonale przygotowała się do obrony i chciała okazać tchórzliwym książętom włoskim, jak umiera się z honorem.

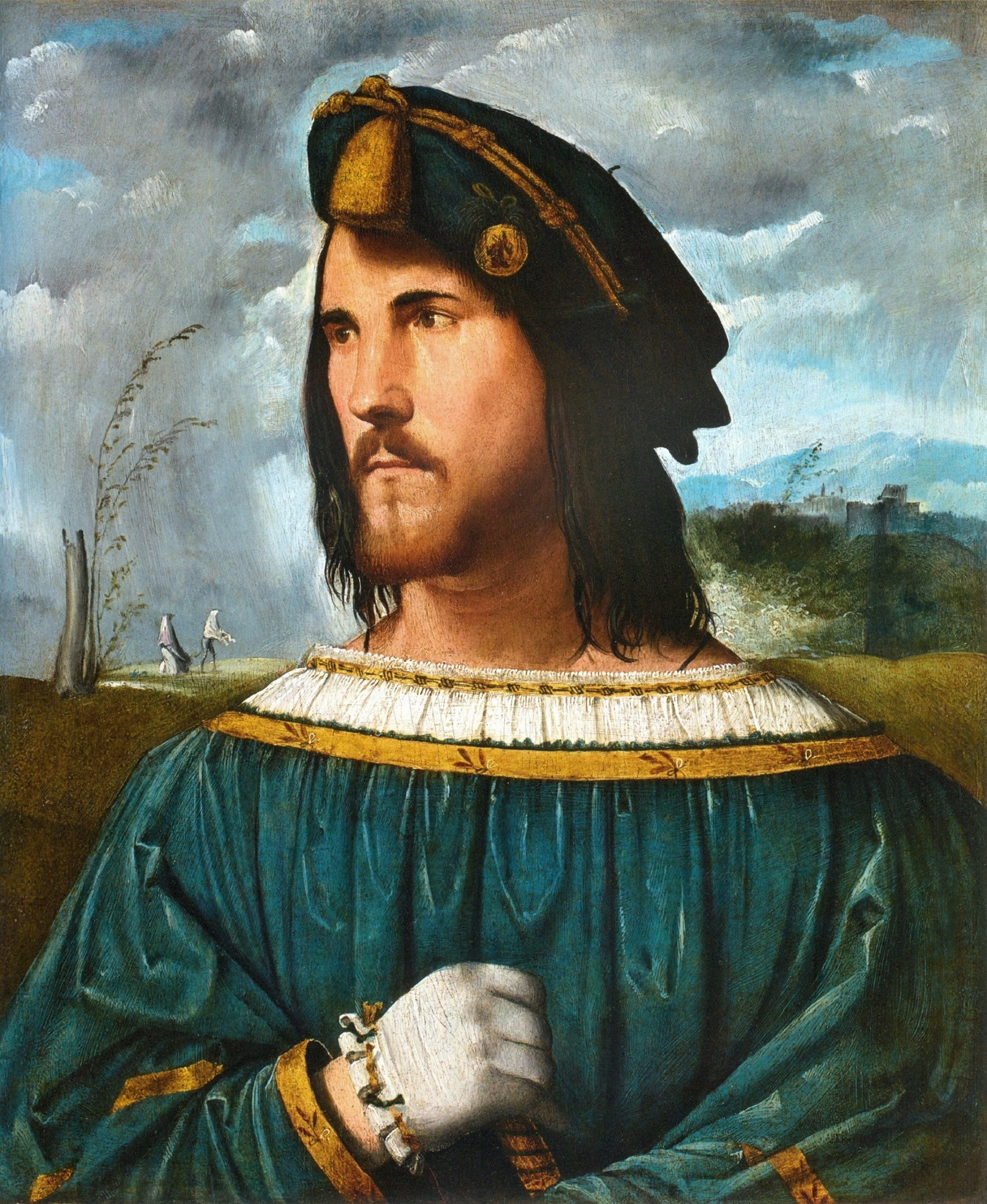
Cezar Borgia

Samo miasto Forlì poddało się, gdyż nie miał już kto je bronić (większość ludności uciekła). Katarzyna kazała powiedzieć mieszczanom: „Wiem, że się boicie jak zające. Róbcie co chcecie, ja zostaję w zamku i pokażę Francuzom, że we Włoszech nawet kobieta potrafi strzelać z bombardów”. Cezar Borgia rozpoczął oblężenie zamku 18 grudnia 1499. Pod murami zebrał wystarczająco dużo wojska aby przestraszyć całą armię w Forlì. Rozsądek nakazał Katarzynie zawrzeć układ z wrogiem. Przekazała Borgii, że odda twierdzę pod warunkiem, że jej i załodze nic się nie stanie, a jej syn, Oktawian, zostanie kardynałem. Oczywiście książę Walencji na to nie przystał, a hrabina oświadczyła, że pierwej syn papieski zobaczy diabła jadącego na koniu z księżyca, aniżeli ją proszącą o łaskę. Artyleria francuska zaczęła ostrzał, zwłaszcza w kierunku Katarzyny, lecz żadna kula jej nie dosięgła. Cezar miał dość czekania i gniewał się na upartą kobietę. Postanowił posłać parlamentarza, który przedstawił pani Forlì ofertę: za poddanie się dostanie 4 tys. dukatów rocznego dochodu i pozwoli jej zamieszkać, gdzie jej się podoba. Katarzyna nie zgodziła się na fałszywe przyrzeczenia. Następnie Cezar kazał poodcinać dopływ wody do twierdzy i kopać tunele pod murami twierdzy. Za pośrednictwem kardynała Rafaela Riario próbował skłonić Sforzę do poddania się, ale ta odrzekła, że kardynał „jest tchórzem podszyty”. Na zamku pozwoliła grać muzykę i wytańcować się żołnierzom, po czym wyśmienicie strzelali w wojsko oblężnicze. Katarzyna miała nadzieję, że Święte Cesarstwo Rzymskie zareaguje na panoszenie się Francuzów we Włoszech, ale pomyliła się. 12 stycznia Francuzi tak zaczęli bić z dział, że zrobili wyłom w murach i niespodziewanie wdarli się do środka. Katarzyna chciała wysadzić całą twierdzę wraz z załogą, ale żołnierze jej nie posłuchali i jedynie jej kochanek, Giovanni de Casale, zapalił cztery wieże, aby w zamieszaniu ułatwić hrabinie ucieczkę. W tym czasie Francuzi opanowali most zwodzony i wszystkie wyjścia zostały odcięte. Cezar postanowił pomówić z Katarzyną, która ukazała się w oknie od strony komnaty przeznaczonej do tortur (inferno). Syn papieża, siedząc na koniu, pokłonił się uprzejmie i błagał ją, żeby się już nie opierała, gdyż on nie utrzyma w karności wojska łaknącego krwi i rabunku, a chce jej zapewnić bezpieczeństwo. Ona się zgodziła, ale zaraz po wyjściu została pochwycona przez kapitana wojsk francuskich jako więzień Cezara Borgii. Kiedy wojsko się już rozgospodarowało w zamku, to zaczęły się targi pomiędzy księciem i owym kapitanem. Jako że Cezar obiecał za dostarczenie Katarzyny 20 tys. dukatów, a chciał zapłacić tylko 2 tys., Francuz z wściekłością wyrzucał Cezarowi, że nie dotrzymuje słowa i porwał miecz, aby na miejscu zamordować Katarzynę. Na szczęście świadkowie zdarzenia zdążyli powstrzymać żołnierza, a tygrysica pozostała żywa. Dowódca francuski, Yves d'Alègre, kiedy zobaczył trzydziestosiedmioletnią Katarzynę, zadurzył się w niej przez wciąż młodzieńczą urodę. Od tamtej pory został wiernym jej obrońcą wobec Cezara. Valentino, jak zwano księcia Walencji, miał nadzieję, że synowie Katarzyny są także w zamku. Jednakże spotkał go zawód. iż nie może za jednym zamachem zniszczyć rodu Riario-Sforza. Zawczasu Katarzyna wysłała swoje dzieci do Toskanii, gdy ukryły się pod opieką sprzymierzonej Florencji. Rozgniewany Cezar przestał grać honorowego rycerza i zaczął obchodzić się z hrabiną jak z niewolnicą. Katarzyna pisała później: „Gdybym mogła wszystko opowiedzieć, to by się cały świat oburzył na moich katów, na Borgiów”. W ciągu kolejnych dni zaczęła się walka o więźnia. Kapitan, Bailli z Dijon rościł sobie prawo do hrabiny i żądał jej wydania albo okupu tak wysokiego, iż Borgia nie był stanie go złożyć. Gdy więc Cezar próbował uprowadzić Katarzynę do Rzymu, Bailli zastąpił mu drogę ze swoim wojskiem i stanowczo oświadczył, że Sforza jest jeńcem Francji. Valentino ustąpił, a Katarzynę odprowadzono do obozu francuskiego. Następnie książę zwrócił się do głównodowodzącego, d'Alègre'a. Ten obawiając się krwawego zajścia zgodził się, aby odprowadzić tymczasowo Katarzynę do Rzymu, lecz jako poddaną króla francuskiego, który o jej losie zadecyduje. Gdyby nieustraszona kobieta dowiedziała się o tych targach po raz pierwszy zemdlała z przerażenia. Zakutą w złote łańcuchy wprowadzono w triumfie do wiecznego miasta.

### Uwięzienie w zamku św. Anioła

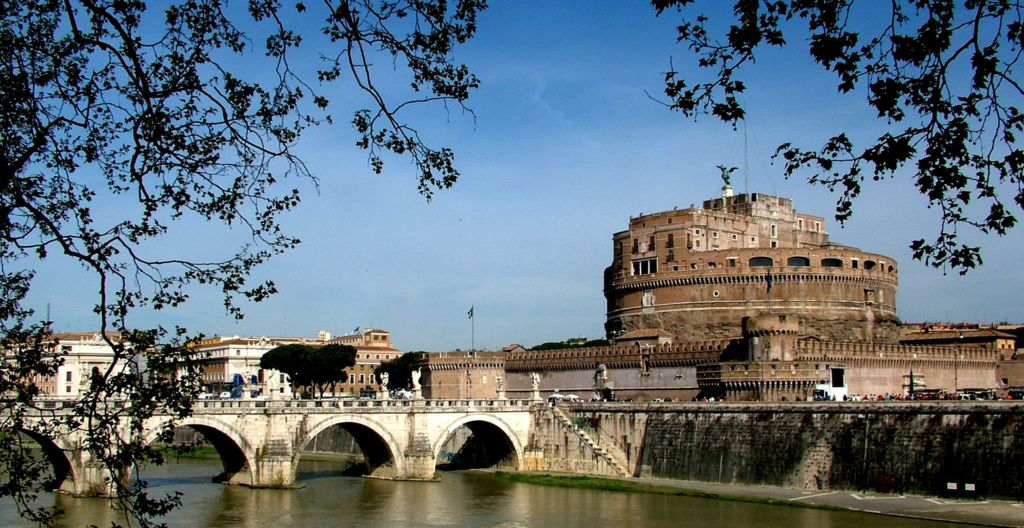
Zamek św. Anioła

Zaraz po przybyciu została zamknięta w Watykanie. Pomimo opieki Katarzyna zdołała porozumieć się z synami we Florencji, lecz Cezar odkrył podstęp i przeniósł ją do zamku św. Anioła. Borgiowie uważali, że z łatwością wymuszą na Katarzynie zrzeczenie się praw do Imoli i Forlì. Za to obiecali jej inne małe lenno i trzy tysiące dukatów rocznego dochodu. Poza tym, proponowali kapelusz kardynalski dla jej syna Oktawiana (który był już arcybiskupem pizańskim). Był on sprzymierzeńcem Borgiów i sam już nie myślał o losie matki, lecz o swojej karierze w Watykanie. Drugi syn Katarzyny, Cezar, również chciał uzyskać jak najwięcej korzyści. Obaj nawet wysłali listy, które musiały wielce zaboleć Katarzynę, bardziej niż utrata ziem. Synowie bowiem oświadczyli, że nie uzyska od nich żadnej pomocy, jeśli nie zawrze układu z papieżem, ponieważ za mało ją kochają, by zostać ubogimi. Borgiowie z pewnością wiedzieli o usposobieniu Riariów i mogliby otruć hrabinę, ale na wzgląd jej siostry, cesarzowej Bianki Marii, i na Ludwika XII, powstrzymali się. Aby sprawdzić wierność synów posądzili hrabinę, iż przed wojną miała wysłać list z jakąś tajemniczą trucizną. Papież nawet odprawił nabożeństwo w Santa Maria della Pace, dziękując Bogu za uratowanie mu życia. Na podstawie rzekomych zeznać współwinnych wytoczono hrabinie proces. Ta oświadczyła, że wszystko jest kłamstwem, a gdy nie przekonała sędziów, wpadła w gniew i zaczęła robić tak straszne wyrzuty Borgiom i opowiadać takie fakty, iż Aleksander VI kazał proces umorzyć. W 1502 stosunki z Francją coraz bardziej się pogarszały ze wzgląd na zbrodnie Cezara i jego okrutne postępowanie z Katarzyną. Nawet starego wodza d'Alègre dotknęły wieści z Rzymu i kiedy wojska stacjonowały pod Vitebro, udał się do papieża żądając uwolnienia hrabiny, grożąc, że jeśli nie posłuchają, sprowadzi całą swoją armię, aby pomściła honor Francji. Katarzynę wypuszczono, gdy zrzekła się praw do swoich ziem, a sama postanowiła czekać na swoją okazję po śmierci już schorowanego papieża. Dopóki nie wydano jej pozwolenia na opuszczenie wiecznego miasta, została w posiadłości kardynała Riario. W tym czasie Cezar obmyślił nowy plan na pozbycie się hrabiny. Jednakże zamach na jej życie w Rzymie był zbyt obciążający dla Borgiów. Po kilku dniach po uwolnieniu pozwolono Sforzy wyruszyć do Florencji. Papież nawet napisał list polecający do florenckiej signorii, aby zaopiekowała się Katarzyną. Papież wyznaczył jej drogę przez Romanię, gdzie siepacze przebrani za bandytów mieli ją napaść i zamordować. Ale hrabina się tego spodziewała i obrała inną drogę. W przebraniu popłynęła barką Tybrem do Ostii, stamtąd dostała się do Livorno, a potem lądem do Florencji, gdzie czekali na nią synowie i córka, Bianca. Obecność bratowej nie była na rękę Lorenzowi de' Medici, ale przyjął przyjaźnie i oddał część spuścizny po mężu. Za to rada miejska pamiętając zasługi Popolana, nadała jej prawo obywatelstwa. Oczywiście tak sympatyczne przyjęcie nie spodobało się Borgiom. 18 sierpnia 1503 umarł papież Aleksander VI, a w Katarzynie odżyła nadzieja odzyskania Imoli i Forlì. Miesiąc później napisała listy do swoich stronników, aby przygotowali ludność, a wówczas od razu odbierze to co jej się należy. Jednak społeczeństwo wolałoby oddać władzę Oktawianowi, gdyż obawiało się okrutnych rządów hrabiny. We florentczykach miała wprawdzie sprzymierzeńców, którzy czekali na okazję, aby wydrzeć Imolę i Forlì Borgiom. Medyceusze, jako że najczęściej pieniędzmi odnosili polityczne sukcesy, wpadli na pomysł, aby przekupić kasztelana zamku w Forlì i obiecać mu jeszcze piękną Katarzynę za żonę, jeśli tylko odbierze Borgiom miasto. Plan nie doszedł do skutku, gdyż nowy papież Juliusz II nie chciał nawet słyszeć o rodzie Sforzów. Zatem nadzieje na odzyskanie Forlì spełzły na niczym.

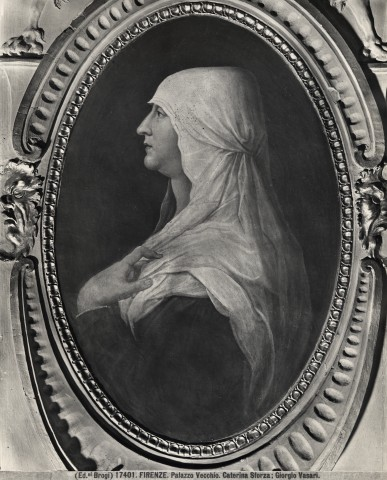
Wizerunek Katarzyny Sforzy z końca XV w.

## Konflikt z Medyceuszami
Katarzyna zamieszkała pod Florencją w willi Castello, która dawniej należała do jej męża. Zajęła się wychowywaniem dzieci, mianowicie najmłodszego syna Giovanniego i córki Bianki. Jednak Medyceusze nie chcieli oddać praw do Giovanniego i należącego do niego majątku. Powód był prosty, Lorenzo miał problemy finansowe, gdyż większość pieniędzy Popolana przeznaczył na rzecz swojego syna. Na skutek owych spraw powstał konflikt między Katarzyną i Medyceuszami. Tak jak wcześniej Sforza nie chciała oddać swojej posiadłości z powrotem rodowi z Florencji. Nie wiadomo dokładnie jakie były stosunki Katarzyny ze starszymi synami, ale pewnie jest to, że zabrali jej prawie cały majątek oraz ustanowili w jej domu rządce, który się nad nią znęcał. Sforza pisała do Oktawiana, że potrzebuje pieniędzy na wyżywienie gospodarstwa, ale zignorowali jej prośby o samodzielność. W ostateczności zastawiła w największej tajemnicy kosztowności, jakie jeszcze miała, za 2 464 dukaty i uciekła z willi Castello, zabierając ze sobą małego Giovanniego. Do tej ucieczki skłoniła ją również obawa, że Lorenzo będzie kazał otruć małego synka. Jak się później okazało Katarzyna schroniła się w żeńskim klasztorze w Annalena, skąd zawarła układ z Medyceuszami zapewniający jej znaczny dochód ze spuścizny po mężu. Za to Oktawian wciąż wyzyskiwał matkę i prosił ją o pieniądze oraz o wpłynięcie przez jej siostrę na cesarza, aby przyznał mu tytuł kardynalski. Ponadto polecił matce opiekę nad swoją nieślubna córką, Kornelią. Podczas pobytu w klasztorze mały Giovanni był przebrany za dziewczynkę, a potem zakonnice nie raz uratowały mu życie przed zasadzkami Lorenza de' Medici, że niejedno wyświadczył mi dobrodziejstwo. W osiem miesięcy po ukryciu się Katarzyny zmarł Lorenzo, a ona postanowiła powrócić do willi Castello, gdyż nie obawiała się już o życie syna.

## Śmierć Katarzyny
Pani Riario dbała o edukację Giovanniego, ale chłopiec interesował się tylko wojaczką, więc Katarzyna miała nadzieje, że zostanie dzielnym wojownikiem. Nie było dane zobaczyć Sforzy jak jej syn osiąga sukcesy, gdyż w kwietniu 1509 zachorowała śmiertelnie. Pozostał po niej bardzo szczegółowy testament, w którym oddawała wychowanie najmłodszego syna przyjaciołom, księdzu Fortunaniemu (który pomagał Katarzynie w trakcie sporu z Medyceuszami) i bankierowi Salviatiemu, dopóki nie dojdzie do lat osiemnastu. Pochować się kazała w oratorium klasztoru zakonnic Santa Maria delle Murate we Florencji. Umarła 28 maja 1509, a lekarze sądzili, że powodem śmierci było male de costa, a ponieważ nie wszyscy zgadzali się na tę diagnozę, przeprowadzono sekcję zwłok. Okazało się, że wątroba przyrosła do nerek.

## Potomstwo
17 stycznia 1473 wyszła za mąż za Hieronima Riario. Para miała sześcioro dzieci, które zostały przyjęte do rodu Sforzów i zapoczątkowały linię rodu zwaną Riario-Sforza:
1. Biankę Riario (1478– po 1522), żonę Astorre III Manfrediego, pana na Faenzy, następnie Troila Rossiego, markiza San Secondo
2. Oktawiana Riario (1479–1523), pana na Imoli i Forlì, biskupa Volterry i Viterbo
3. Cezara Riario (1480–1518/1540), arcybiskupa Pizy, patriarchę Aleksandrii
4. Jana Liwiusza (1484–1496)
5. Galeazza Riario (1485–1557), męża Marii Joanny della Rovere, dziedziczki księstwa Urbino
6. Franciszka Riario Sforzino (1487– po 1509), biskupa Lukki

Drugim mężem został w 1488 Jakub Feo (zamordowany w 1495), z którym miała syna:
1. Bernardyna Feo Carla (1489–1509)

Trzecim mężem Katarzyny został w 1496 Jan Popolano Medyceusz (zmarły w 1498), z którym miała również syna:
1. Ludwika znanego jako Giovanni dalle Bande Nere (1498–1526), ojca Kosmy I, wielkiego księcia Toskanii

Poprzez swojego ostatniego syna Katarzyna jest przodkinią wielkich książąt Toskanii, książąt Modeny i Reggio oraz królów Francji i Hiszpanii z dynastii Burbonów.

## Genealogia
| 4. Francesco I Sforza    |  |                            |  |  |                     |
|                          |  | 2. Galeazzo Maria Sforza   |  |  |                     |
| 5. Bianka Maria Visconti |  |                            |  |  |                     |
|                          |  |                            |  |  | 1. Katarzyna Sforza |
| 6. nieznany              |  |                            |  |  |                     |
|                          |  | 3. zap. Lukrecja Landriani |  |  |                     |
| 7. nieznana              |  |                            |  |  |                     |
|                          |  |                            |  |  |                     |